# Raymond Callaerts
Jean Raymond Maria Callaerts (Lier, 28 november 1926 - aldaar, 6 april 2005) was een Belgisch politicus voor de CVP.

## Levensloop
Callaerts werd als gemeenteraadslid verkozen te Lier bij de lokale stembusgang van 1964. Na de gemeenteraadsverkiezingen van 1970 werd hij aangesteld tot schepen van jeugd en sport, een mandaat dat hij uitoefende tot hij na de gemeenteraadsverkiezingen van 1977. Toen werd hij, in opvolging van Frans Breugelmans, gemandateerd als burgemeester. Deze functie vervulde hij tot 1982, hij werd in deze hoedanigheid opgevolgd door Herman Vanderpoorten.
Hij kreeg een laatste rustplaats op de Begraafplaats Kloosterheide.